# Стойка, Дарлин
Дарлин Энн Стойка (англ. Darlene Anne Stoyka, 30 ноября 1956, Торонто, Канада) — канадская хоккеистка (хоккей на траве), нападающий. Серебряный призёр чемпионата мира 1983 года. Участвовала в летних Олимпийских играх 1984 года.

## Биография
Дарлин Стойка родилась 30 ноября 1956 года в канадском городе Торонто.
В 1983 году в составе сборной Канады завоевала серебряную медаль на чемпионате мира в Куала-Лумпуре, где забила 4 мяча. В том же году выиграла чемпионат страны в составе команды Онтарио и стала лучшим бомбардиром турнира (17 очков).
В 1984 году вошла в состав женской сборной Канады по хоккею на траве на летних Олимпийских играх в Лос-Анджелесе, занявшей 5-е место. Играла в поле, провела 5 матчей, забила 3 мяча (по одному в ворота сборных США, Нидерландов и Новой Зеландии). Гол Стойки в ворота американок стал для женской сборной Канады первым в истории олимпийских турниров.
В 1985 году тренировала женскую команду Университета Дэлхаузи «Дэлхаузи Тайгерс». Также занималась сквошем. В 1996 году выиграла чемпионат Канады по сквошу среди женщин старше 35 лет, представляя провинцию Онтарио.